# Gangaikondapuram
Gangaikondapuram és una vila de Tamil Nadu al districte de Trichinopoly a 11° 12′ N, 79° 28′ E / 11.200°N,79.467°E. Avui és una població poc important (el 1901 tenia 2702 habitants) però de gran importància històrica. El seu nom apareix també com Gangaikandapur i Gangakandapuram 
i vol dir en tàmil "Ciutat visitada pel Ganges". Un temple a la ciutat disposa d'una font que segons la tradició està connectada al Ganges i treu aigua procedent d'aquest riu. No obstant el nom és una contracció de Gangaikonda Cholapuram ([tàmil: கங்கைகொண்ட சோழபுரம்|கங்கைகொண்ட சோழபுரம்), ciutat fundada per un rei Chola de malnom Gangaikonda-Chola ("El Cola que va conquerir la terra a l'entorn del Ganges") que seria Rajendra Cola I. Fou la capital dels reis Chola des de Rajendra Cola I fins a Kulottunga I (vers 1011 a 1118). La ciutat estava ben fortificada i diversos reis coles hi foren coronats. Està declarada Patroimini de la Humanitat.
De les seves ruïnes la principal és el gran temple, similar a la capella de Tanjore. Es creu que fou fundada per Rajaraja I, el pare de Rajendra I Choladeva que també va fundar el temple de Tanjore. Una part fou destruït per ser utilitzat com a material de construcció el 1836. Hi havia també les ruïnes de sis altres gopjirams però al segle xix ja no en quedava rastre. La torre piramidal arribava a 54 metres i estava coberta per inscripcions on s'esmenten els reis Ko Raja-kesari-varma Udaiyar, Sri Vira Rajendra Deva, Kulottunga Chola Deva, Kulasekhara Deva, Vikrama Pandya Deva i Sundara Pandaya; hi ha diversos vianiapams (sales) i petits edificis a la rodalia dins del recinte. Una font culminada amb l'escultura d'un dragó fou col·locada pel zamindar de Udaiyarpalaiyam. A un kilòmetre del temple l'embarcador amb un llac artificial que s'estén per 25 km de nord a sud i és anomenat Ponneri, alimentat per un canal del Coleroon de 95 km que entra pel sud, i per un canal més petit del Vellar que entra pel nord; avui està tot en ruïnes, tant el llac com els canals i l'embarcador. Hi ha restes de força altres edificis antics fets de rajola. La seva destrucció sembla obra d'un exèrcit, segurament els Pandya quan van destruir el poder dels Cola al segle xiii. Alguns noms encara recorden la distrinució de l'antiga ciutat: Maligaimedu (la residència reial), Edaikattu (l'estructura central), Ulkottai, (l'estructura més posterior), Yuddhapallam (el camp de batalla), Ayudakalavan (l'arsenal), Pallivadai (barri dels pagesos), Pakalmedu (jardí vegetal), Meykavalteru (el carrer dels kavalgars o guàrdies), Chunnambukuli (caleres o bots dels pescadors), Tottikulam (recinte pels ramats), Kalanikulam (lloc on el suc de rentar l'arròs s'acumulava per beure els ramats) i Vannankuli (rentador).

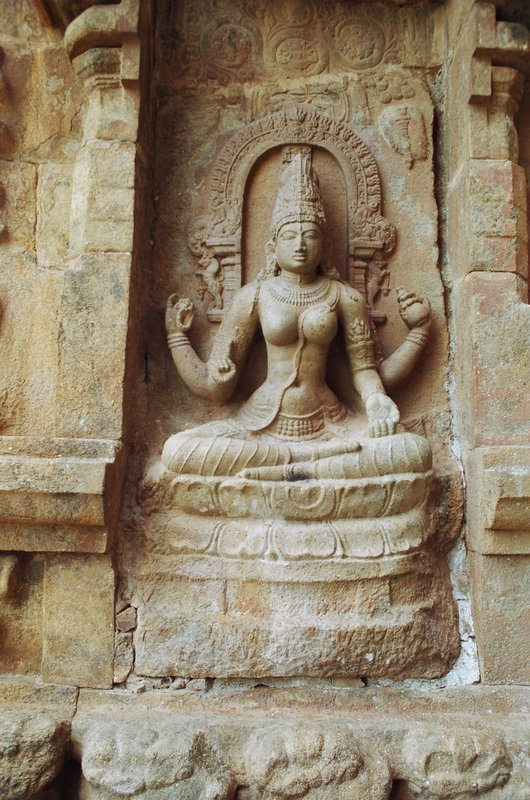
Escultura de Parvati al temple